# Schwedische Snooker-Meisterschaft
Die schwedische Snooker-Meisterschaft (auch SM genannt) ist ein vom Svenska Biljardförbundet (SBF) ausgerichtetes nationales Turnier zur Ermittlung des schwedischen Meisters in der Billarddisziplin Snooker, welche seit 1984 ausgetragen wird. Aktueller Rekordsieger bei den Männern ist Kevin Zarakani mit zwölf Titeln.

## Geschichte

### Männer
Im Jahr 1984 wurde zum ersten Mal eine nationale Snooker-Meisterschaft in Schweden ausgetragen, Mikael Hallgren besiegte Bengt Bjorkman. Bjorkman sollte aber der dominantere Spieler in den Anfangsjahren der Meisterschaft werden: Die nächsten drei Ausgaben gewann er, ein Mal gegen Hallgren, zwei Mal gegen Ronny Johansson, der 1988 gegen Nils Bohling den Titel gewann. Nachdem 1989 Mikael Hallgren seinen zweiten Titelgewinn perfekt machte, besiegte Ronny Johansson 1990 Bengt Bjorkman und zog mit Hallgren in der Anzahl der Titel gleich. Zwischen 1991 und 1993 konnte Bjorkman dann drei weitere Titel gewinnen, sodass er insgesamt sechs Titel gewonnen hatte. 1994 gewann dann der Unterlegene des Vorjahrs; Kevin Zarakani besiegte im Finale Mattias Wiberg. Wiberg gewann selbst ein Jahr später gegen Bjorkman, doch im folgenden Jahr verlor er wieder gegen Zarakani. 1997 gelang Bengt Bjorkman sein siebenter Titelgewinn durch ein 7:1 über Mattias Wiberg, es sollte seine letzte Finalteilnahme bleiben. Die folgenden beiden Meisterschaften gingen wieder an Kevin Zarakani, der im Jahr 2000 von Mattias Wiberg im Finale besiegt wurde. Doch Zarakani zog binnen der nächsten vier Jahre mit dem Noch-Rekordtitelträger Bengt Bjorkman erst gleich und überholte ihn 2004 durch ein 6:4 über Farhan Mirza schließlich.
Mirza besiegte den nun achtfachen Titelträger ein Jahr später mit 6:2, sodass auch der gebürtige Pakistani Titelträger war. 2006 gewann Kevin Zarakani seinen neunten Titel, er konnte im Finale den Finalisten von 2003, Mattias Enerdal, mit 6:1 besiegen. Enerdal sorgte im folgenden Jahr für den einzigen White-wash im Finale, da er mit 0:6 gegen Jim Johansson verlor. Johansson gewann somit seinen ersten Titel bei der schwedischen Meisterschaft. Direkt im folgenden Jahr ging das Endspiel bis in den Decider, als Mats Eriksson gegen Farhan Mirza siegte. Mirza konnte in den folgenden beiden Jahren gewinnen, 2009 gegen Jim Johansson, 2010 wieder gegen Eriksson. Auch 2011 stand Mirza im Finale, doch er verlor gegen Zarakani, der damit seinen zehnten Titel gewann. 2012 siegte dann wieder Mirza durch ein 6:4 über Bairaq Al-Urfy. Al-Urfy sorgte dann 2013 für eine kleine Sensation. Er traf im Finale auf Arpat Pulat, den er schon im Finale der U21-Meisterschaft desselben Jahres mit 5:1 besiegt hatte. Al-Urfy wiederholte dieses Ergebnis und wurde so der erste schwedische Doppelmeister. 2014 und 2015 standen sich im Finale Farhan Mirza und Jim Johansson gegenüber, beide Male siegte Mirza mit 6:1 bzw. 6:2. Nachdem 2016 mit Simon Lindblom ein Finalneuling den Titel gewonnen hatte, siegte 2017 Mats Eriksson nach seinem Erfolg 2008 zum zweiten Mal. 2018 holte sich Henrik Svedstedt gegen den Sieger von 2007, Jim Johansson, den Titel. Johansson konnte auch im Jahr darauf das Finale erreichen, verlor dort aber zum insgesamt fünften Mal gegen Simon Lindblom, der somit nach 2016 zum zweiten Mal schwedischer Meister wurde. 2020 gewann mit Bairaq al-Urfy ein weiterer Spieler seinen zweiten Meistertitel. 2021 konnte Kevin Zarakani zum ersten Mal seit 2011 wieder das Endspiel erreichen und gewann prompt seinen elften Meistertitel. Im nächsten Jahr konnte er seinen Titel ein weiteres Mal verteidigen. 2023 trafen im Finale die Sieger von 2007 und 2017, Jim Johansson und Henrik Svedstedt, aufeinander. Beim Stand von 1:1 musste Svedstedt mit einer Schulterverletzung aufgeben, wodurch Johansson seinen zweiten Titel gewann. 2024 gab es mit Arpat Pulat zum ersten Mal seit 2018 wieder einen neuen Meister. Auch im Jahr darauf kämpften die beiden Finalisten um ihren ersten Titel; Suleman Kukka-Salam gewann mit 6:4 gegen Belan Sharif.

### Frauen
Die Erstaustragung der Frauenmeisterschaft fand 1997 statt, in einem Round-Robin-Modus siegte Ann-Sofie Lofgren, (Anm. 1) die ein Jahr später im Finale gegen Helena Nyberg Benjamin (Anm. 2) verlor. Nyberg gewann die Meisterschaft auch in den folgenden beiden Jahren, bis sie 2001 von Lofgren wieder abgelöst wurde. Ein Jahr später holte Ulrika Andersson ihren ersten Titel. 2003 gewann Lofgren zum dritten Mal die Meisterschaft, ein Jahr später gewann zum zweiten Mal Andersson. 2005 siegte wieder Lofgren, zum zweiten Mal über Bea Röpke, auch 2006 konnte sie den Titel mit einem 3:1 holen. Die nächsten fünf Jahre wurde Helena Nyberg Benjamin schwedische Meisterin, dreimal schlug sie dabei Lofgren im Finale. Nachdem 2012 kein Wettbewerb stattfand, gewann 2013 Ann-Sofie Lofgren ihren fünften Titel, sie besiegte Helena Nyberg Benjamin mit 3:2. Im Jahr darauf verlor sie jedoch gegen Nyberg mit 1:3. 2015 gewann wieder Ulrika Andersson, die damit nach 11 Jahren wieder schwedische Meisterin wurde. Louise Furberg holte 2016 ihren ersten Titel, verlor allerdings 2017 und 2018 gegen Nyberg. Diese ist mit insgesamt 11 Titeln bei 15 Finalteilnahmen Rekordsiegerin. Nichtsdestotrotz konnte 2019 und 2021 Ulrika Andersson gewinnen, während die Ausgabe 2020 aufgrund der COVID-19-Pandemie in Schweden nicht stattfinden konnte.

### Senioren
Die erste bekannte Austragung der Seniorenmeisterschaft fand 2004 statt, der Finalist der Männermeisterschaft von 1988, Nils Bohling, gewann mit 4:2 gegen Steffan Åsberg. (Anm. 3) Bohling verteidigte im folgenden Jahr seinen Titel durch ein 4:0 über Joakim Hirsch, 2006 verlor er das Endspiel allerdings gegen Johan Hultsjö. Dieser stand auch in den folgenden Jahren im Finale, musste sich aber 2007 Mattias Enerdal und 2008 Nils Bohling geschlagen geben. Bohling erreichte 2009 zum insgesamt fünften Mal das Endspiel, verlor jedoch mit 1:4 gegen Peter Engberg. 2010 gelang ihm der dritte Titelgewinn, diesmal durch ein 4:0 über Steffan Åsberg. In den folgenden Jahren gewann Henrik Svedstedt die Seniorenmeisterschaft, stets gewann er mit 4:0: 2011 gegen Michael Bingmert, 2012 gegen Johan Hultsjö und 2013 gegen Magnus Westerlund. Auch 2014 gewann Svedstedt, diesmal mit 4:1 gegen Mats Eriksson. Dieser siegte allerdings bei vier Wettbewerben in den nächsten fünf Jahren, nur 2016 gab es mit Andy Nettleton einen anderen Sieger. Nachdem der Wettbewerb 2020 im Zuge der COVID-19-Pandemie ausgefallen war, konnte Jim Johansson seinen ersten Senioren-Titel gewinnen. 2022 holte Nettleton seinen zweiten Titel, 2023 verlor er im Finale gegen Johansson. Im Jahr darauf konnte mit Shivan Mohammedali erneut ein Spieler seinen ersten Titel holen, diesen verteidigte er 2025.

### Junioren
Die erste bekannten Juniorenmeisterschaft fand 2005 statt, Pontus Reece-Lagerqvist gewann die Erstaustragung durch ein 3:0 über Stefan Szot. Im Jahr darauf gewann Douglas Appelberg den Uno Wallgrens Pokal, so der Name der Trophäe, durch ein 3:1 gegen Suleman Kukka-Salam. Auch 2007 gab es mit Christoffer Koba einen neuen Titelträger, parallel zu dieser Meisterschaft wurden auch ein U19- und ein U16-Turnier gespielt, 2008 wurde die Juniorenmeisterschaft dann eingestellt.
Das erste U16-Turnier gewann Viktor Jonsson durch ein 2:0 über Alexander Westholm, dieser siegte 2008 mit 3:1 gegen Simon Lindblom. 2009 gewann erneut der Zweitplatzierte des Vorjahres, Lindblom besiegte Leo Sjörgen mit 3:1. Von 2010 bis 2013 wurde Benjamin McCabe schwedischer Meister, zwischenzeitlich wurde die Altersbeschränkung von 16 auf 17 Jahre angehoben. 2014 gewann Morgan Högren im Finale mit 3:1 gegen Rickard Höglund. 2015 wurde die letzte Meisterschaft in dieser Altersklasse ausgetragen, Andrej Nasibov besiegte Belan Sharif im Endspiel mit 3:2.
Der erste Sieger im U19-Turnier war Suleman Kukka-Salam, der im Vorjahr bereits das Finale des Junioren-Meisterschaft erreicht hatte. Bairaq Al-Urfy holte 2008 den Meistertitel und stand im Jahr darauf wieder im Finale, das er aber mit 2:5 gegen Kukka-Salam verlor. 2010 siegte Benjamin McCabe, der auch in der U16-Klasse Meister wurde, mit 4:2 über Alexander Westholm. 2011 wurde auch hier die Altersbeschränkung erhöht, die U19- wurde zur U21-Meisterschaft. In diesem Jahr standen die gleichen Spieler wie vor zwei Jahren im Finale, erneut gewann Kukka-Salam gegen Al-Urfy, dieses Mal mit 5:1. Arpat Pulat stand 2012 in beiden Junioren-Meisterschaften im Finale, verlor aber auch in der U21-Meisterschaft, hier mit 0:4 gegen Al-Urfy. Im Jahr 2013 gab es sowohl bei der Männermeisterschaft als auch bei der U21-Meisterschaft dieselben Finalgegner und dasselbe Ergebnis: Bairaq Al-Urfy besiegte Arpat Pulat mit 5:1. Für Al-Urfy war dies die fünfte Finalteilnahme bei der U19-/U21-Meisterschaft. Pulat siegte dafür im Jahr darauf, er gewann gegen Belan Sharif mit 5:4. 2015 war Sharif mit 5:0 gegen McCabe siegreich. Mit McCabe gewann 2016 zum dritten Mal in Folge der Zweitplatzierte des Vorjahres. Er besiegte Johan Lindqvist mit 4:0. 2017 standen sich die beiden Finalisten von 2014 wieder gegenüber, dieses Mal gewann jedoch Sharif mit 4:2 gegen Pulat. Amtierender Juniorenmeister ist Anrej Nasibov, der im Endspiel Nils Ritenius Manjer mit 4:1 besiegte und der auch im Vorjahr den Titel mit 5:2 gegen Max Nettleton gewann. Nach dem Ausfall des Wettbewerbs 2020 konnte 2021 und 2022 Nils Ritenius Manjer siegen. 2023 verlor Manjer im Finale gegen Walter Laikre. Nach einjähriger Pause kehrte das Turnier 2025 zurück; Holger Åkerblom konnte hier seinen ersten Titel gewinnen.

## Titelträger
| 1984 | Mikael Hallgren     | 7:4          | Bengt Bjorkman        | nicht ausgetragen      | nicht ausgetragen  | nicht ausgetragen       | nicht ausgetragen    | nicht ausgetragen      |
| 1985 | Bengt Bjorkman      | 7:5          | Mikael Hallgren       | nicht ausgetragen      | nicht ausgetragen  | nicht ausgetragen       | nicht ausgetragen    | nicht ausgetragen      |
| 1986 | Bengt Bjorkman      | 11:9         | Ronny Johansson       | nicht ausgetragen      | nicht ausgetragen  | nicht ausgetragen       | nicht ausgetragen    | nicht ausgetragen      |
| 1987 | Bengt Bjorkman      | 11:7         | Ronny Johansson       | nicht ausgetragen      | nicht ausgetragen  | nicht ausgetragen       | nicht ausgetragen    | nicht ausgetragen      |
| 1988 | Ronny Johansson     | 11:6         | Nils Bohling          | nicht ausgetragen      | nicht ausgetragen  | nicht ausgetragen       | nicht ausgetragen    | nicht ausgetragen      |
| 1989 | Mikael Hallgren     | 7:2          | Marttie Karjalainen   | nicht ausgetragen      | nicht ausgetragen  | nicht ausgetragen       | nicht ausgetragen    | nicht ausgetragen      |
| 1990 | Ronny Johansson     | 11:7         | Bengt Bjorkman        | nicht ausgetragen      | nicht ausgetragen  | nicht ausgetragen       | nicht ausgetragen    | nicht ausgetragen      |
| 1991 | Bengt Bjorkman      | 7:5          | Ronny Johansson       | nicht ausgetragen      | nicht ausgetragen  | nicht ausgetragen       | nicht ausgetragen    | nicht ausgetragen      |
| 1992 | Bengt Bjorkman      | 7:1          | Mikael Hallgren       | nicht ausgetragen      | nicht ausgetragen  | nicht ausgetragen       | nicht ausgetragen    | nicht ausgetragen      |
| 1993 | Bengt Bjorkman      | 7:2          | Kevin Zarakani        | nicht ausgetragen      | nicht ausgetragen  | nicht ausgetragen       | nicht ausgetragen    | nicht ausgetragen      |
| 1994 | Kevin Zarakani      | 7:3          | Mattias Wiberg        | nicht ausgetragen      | nicht ausgetragen  | nicht ausgetragen       | nicht ausgetragen    | nicht ausgetragen      |
| 1995 | Mattias Wiberg      | 7:5          | Bengt Bjorkman        | nicht ausgetragen      | nicht ausgetragen  | nicht ausgetragen       | nicht ausgetragen    | nicht ausgetragen      |
| 1996 | Kevin Zarakani      | 7:2          | Mattias Wiberg        | nicht ausgetragen      | nicht ausgetragen  | nicht ausgetragen       | nicht ausgetragen    | nicht ausgetragen      |
| 1997 | Bengt Bjorkman      | 7:1          | Mattias Wiberg        | Ann-Sofie Lofgren      | nicht ausgetragen  | nicht ausgetragen       | nicht ausgetragen    | nicht ausgetragen      |
| 1998 | Kevin Zarakani      | 7:5          | Niclas Bergendorff    | Helena Nyberg Benjamin | nicht ausgetragen  | nicht ausgetragen       | nicht ausgetragen    | nicht ausgetragen      |
| 1999 | Kevin Zarakani      | 6:1          | Johan Eriksson        | Helena Nyberg Benjamin | nicht ausgetragen  | nicht ausgetragen       | nicht ausgetragen    | nicht ausgetragen      |
| 2000 | Mattias Wiberg      | 6:2          | Kevin Zarakani        | Helena Nyberg Benjamin | nicht ausgetragen  | nicht ausgetragen       | nicht ausgetragen    | nicht ausgetragen      |
| 2001 | Kevin Zarakani      | 6:2          | Mats Eriksson         | Ann-Sofie Lofgren      | nicht ausgetragen  | nicht ausgetragen       | nicht ausgetragen    | nicht ausgetragen      |
| 2002 | Kevin Zarakani      | 7:2          | Johan Eriksson        | Ulrika Andersson       | nicht ausgetragen  | nicht ausgetragen       | nicht ausgetragen    | nicht ausgetragen      |
| 2003 | Kevin Zarakani      | 6:3          | Mattias Enerdal       | Ann-Sofie Lofgren      | nicht ausgetragen  | nicht ausgetragen       | nicht ausgetragen    | nicht ausgetragen      |
| 2004 | Kevin Zarakani      | 6:4          | Farhan Mirza (Anm. 4) | Ulrika Andersson       | Nils Bohling       | nicht ausgetragen       | nicht ausgetragen    | nicht ausgetragen      |
| 2005 | Farhan Mirza        | 6:2          | Kevin Zarakani        | Ann-Sofie Lofgren      | Nils Bohling       | Pontus Reece-Lagerqvist | nicht ausgetragen    | nicht ausgetragen      |
| 2006 | Kevin Zarakani      | 6:1          | Mattias Enerdal       | Ann-Sofie Lofgren      | Johan Hultsjö      | Douglas Appelberg       | nicht ausgetragen    | nicht ausgetragen      |
| 2007 | Jim Johansson       | 6:0          | Mattias Enerdal       | Helena Nyberg Benjamin | Mattias Enerdal    | Christoffer Koba        | Suleman Kukka-Salam  | Viktor Jonsson         |
| 2008 | Mats Eriksson       | 6:5          | Farhan Mirza          | Helena Nyberg Benjamin | Nils Bohling       | nicht mehr ausgetragen  | Bairaq Al-Urfy       | Alexander Westholm     |
| 2009 | Farhan Mirza        | 6:1          | Jim Johansson         | Helena Nyberg Benjamin | Peter Engberg      | nicht mehr ausgetragen  | Suleman Kukka-Salam  | Simon Lindblom         |
| 2010 | Farhan Mirza        | 6:1          | Mats Eriksson         | Helena Nyberg Benjamin | Nils Bohling       | nicht mehr ausgetragen  | Benjamin McCabe      | Benjamin McCabe        |
| 2011 | Kevin Zarakani      | 6:3          | Farhan Mirza          | Helena Nyberg Benjamin | Henrik Svedstedt   | nicht mehr ausgetragen  | Suleman Kukka-Salam  | Benjamin McCabe        |
| 2012 | Farhan Mirza        | 6:4          | Bairaq Al-Urfy        | keine Austragung       | Henrik Svedstedt   | nicht mehr ausgetragen  | Bairaq Al-Urfy       | Benjamin McCabe        |
| 2013 | Bairaq Al-Urfy      | 5:1          | Arpat Pulat           | Ann-Sofie Lofgren      | Henrik Svedstedt   | nicht mehr ausgetragen  | Bairaq Al-Urfy       | Benjamin McCabe        |
| 2014 | Farhan Mirza        | 6:2          | Jim Johansson         | Helena Nyberg Benjamin | Henrik Svedstedt   | nicht mehr ausgetragen  | Arpat Pulat          | Morgan Högren          |
| 2015 | Farhan Mirza        | 6:1          | Jim Johansson         | Ulrika Andersson       | Mats Eriksson      | nicht mehr ausgetragen  | Belan Sharif         | Andrej Nasibov         |
| 2016 | Simon Lindblom      | 6:5          | Belan Sharif          | Louise Furberg         | Andy Nettleton     | nicht mehr ausgetragen  | Benjamin McCabe      | nicht mehr ausgetragen |
| 2017 | Mats Eriksson       | 6:5          | Suleman Kukka-Salam   | Helena Nyberg Benjamin | Mats Eriksson      | nicht mehr ausgetragen  | Belan Sharif         | nicht mehr ausgetragen |
| 2018 | Henrik Svedstedt    | 6:2          | Jim Johansson         | Helena Nyberg Benjamin | Mats Eriksson      | nicht mehr ausgetragen  | Andrej Nasibov       | nicht mehr ausgetragen |
| 2019 | Simon Lindblom      | 6:5          | Jim Johansson         | Ulrika Andersson       | Mats Eriksson      | nicht mehr ausgetragen  | Andrej Nasibov       | nicht mehr ausgetragen |
| 2020 | Bairaq Al-Urfy      | 6:5          | Jim Johansson         | keine Austragung       | keine Austragung   | nicht mehr ausgetragen  | keine Austragung     | nicht mehr ausgetragen |
| 2021 | Kevin Zarakani      | 6:4          | Jim Johansson         | Ulrika Andersson       | Jim Johansson      | nicht mehr ausgetragen  | Nils Ritenius Manjer | nicht mehr ausgetragen |
| 2022 | Kevin Zarakani      | 6:1          | Andy Nettleton        | keine Austragung       | Andy Nettleton     | nicht mehr ausgetragen  | Nils Ritenius Manjer | nicht mehr ausgetragen |
| 2023 | Jim Johansson       | 6:1 (Anm. 5) | Henrik Svedstedt      | keine Austragung       | Jim Johansson      | nicht mehr ausgetragen  | Walter Laikre        | nicht mehr ausgetragen |
| 2024 | Arpat Pulat         | 6:4          | Shivan Mohammedali    | keine Austragung       | Shivan Mohammedali | nicht mehr ausgetragen  | keine Austragung     | nicht mehr ausgetragen |
| 2025 | Suleman Kukka-Salam | 6:4          | Belan Sharif          | keine Austragung       | Shivan Mohammedali | nicht mehr ausgetragen  | Holger Åkerblom      | nicht mehr ausgetragen |

### Rangliste (Männer)
Rekordtitelträger der Männer ist Kevin Zarakani mit 12 Titeln bei 15 Finalteilnahmen. Dahinter folgen Bengt Bjorkman mit 7 und Farhan Mirza mit 6 Titeln, sodass Zarakani, Bjorkman und Mirza zusammen 25 Meistertitel gewonnen haben, was etwa zwei Drittel aller 42 Titel sind. Die restlichen 17 Titel verteilen sich auf sieben Spieler mit jeweils zwei Titeln sowie drei Spieler mit je einem Titel. Acht Spieler haben es in 1–3 Anläufen nicht geschafft, den Titel zu gewinnen.
| Platz | Spieler             | Gold | Silber | Finalteilnahmen |
| ----- | ------------------- | ---- | ------ | --------------- |
| 1     | Kevin Zarakani      | 12   | 3      | 15              |
| 2     | Bengt Bjorkman      | 7    | 3      | 10              |
| 3     | Farhan Mirza        | 6    | 3      | 9               |
| 4     | Jim Johansson       | 2    | 7      | 9               |
| 5     | Ronny Johansson     | 2    | 3      | 5               |
| 5     | Mattias Wiberg      | 2    | 3      | 5               |
| 7     | Mats Eriksson       | 2    | 2      | 4               |
| 7     | Mikael Hallgren     | 2    | 2      | 4               |
| 9     | Bairaq Al-Urfy      | 2    | 1      | 3               |
| 10    | Simon Lindblom      | 2    | 0      | 2               |
| 11    | Suleman Kukka-Salam | 1    | 1      | 2               |
| 11    | Arpat Pulat         | 1    | 1      | 2               |
| 11    | Henrik Svedstedt    | 1    | 1      | 2               |